# Château de Bedford
Le château de Bedford était un grand château médiéval situé à Bedford, en Angleterre.
Construit après l'an 1100 par Henri Ier, il joua un rôle de premier plan à la fois dans la guerre civile ou l'anarchie et dans la Première Guerre des barons. Il fut considérablement agrandi en pierre, bien qu'il demeure des incertitudes quant à son plan final. Henri III d'Angleterre assiégea le château en 1224, à la suite d'un désaccord avec Falkes de Breauté; le siège dura huit semaines et impliqua une armée de 2 700 soldats utilisant des équipements provenant de toute l'Angleterre. À la suite de la capitulation du château, le roi ordonna sa destruction. Bien qu'à nouveau partiellement fortifié au XVIIe siècle, pendant la Première Révolution anglaise, le château demeura en ruines jusqu'à l'expansion urbaine qui eut lieu à Bedford au cours du XIXe siècle, période durant laquelle des maisons furent construites dans la majeure partie de la propriété. Aujourd'hui, seule une partie de la motte est encore debout, constituant une partie d'un parc archéologique construit sur le site entre 2007 et 2009.

## Histoire

### Histoire ancienne (1100-1153)
Le château de Bedford fut probablement construit après l'an 1100 par Henri Ier dans la ville de Bedford, surplombant la Great Ouse. Il fut bâti à l'intérieur de la ville elle-même, et la plupart des anciennes rues anglo-saxonnes durent être détruites et détournées afin de créer de l'espace pour ce bâtiment, laissant une marque permanente dans le système de grille officiel. Il s'agit d'un château à motte castrale mais probablement beaucoup plus petit que celui qui suivit, car il n'était constitué que de la motte et de la cour intérieure.
Au début du XIIe siècle, le château fut contrôlé par le châtelain royal, Simon de Beauchamp, le fils d'Hugues qui avait aidé à conquérir l'Angleterre en 1066. Des contemporains décrivirent le château à cette époque comme « complètement entouré d'un rempart constitué d'un immense talus de terre et d'un fossé, ceint d'un mur solide et élevé, et rendu plus imposant grâce à un solide et inébranlable donjon ». Simon mourut en 1137, et le roi Étienne donna son accord pour que la fille de Simon épousât Hugh le Pauvre (en) et que le château fût donné à Hugh, en échange des honneurs et des cadeaux compensatoires qu'il avait donnés à Miles. Miles et Payn de Beauchamp, les enfants du frère de Simon, Robert de Beauchamp, déclarèrent que le château appartenait légitimement à Miles, et en conséquence refusèrent de le céder à Hugh.

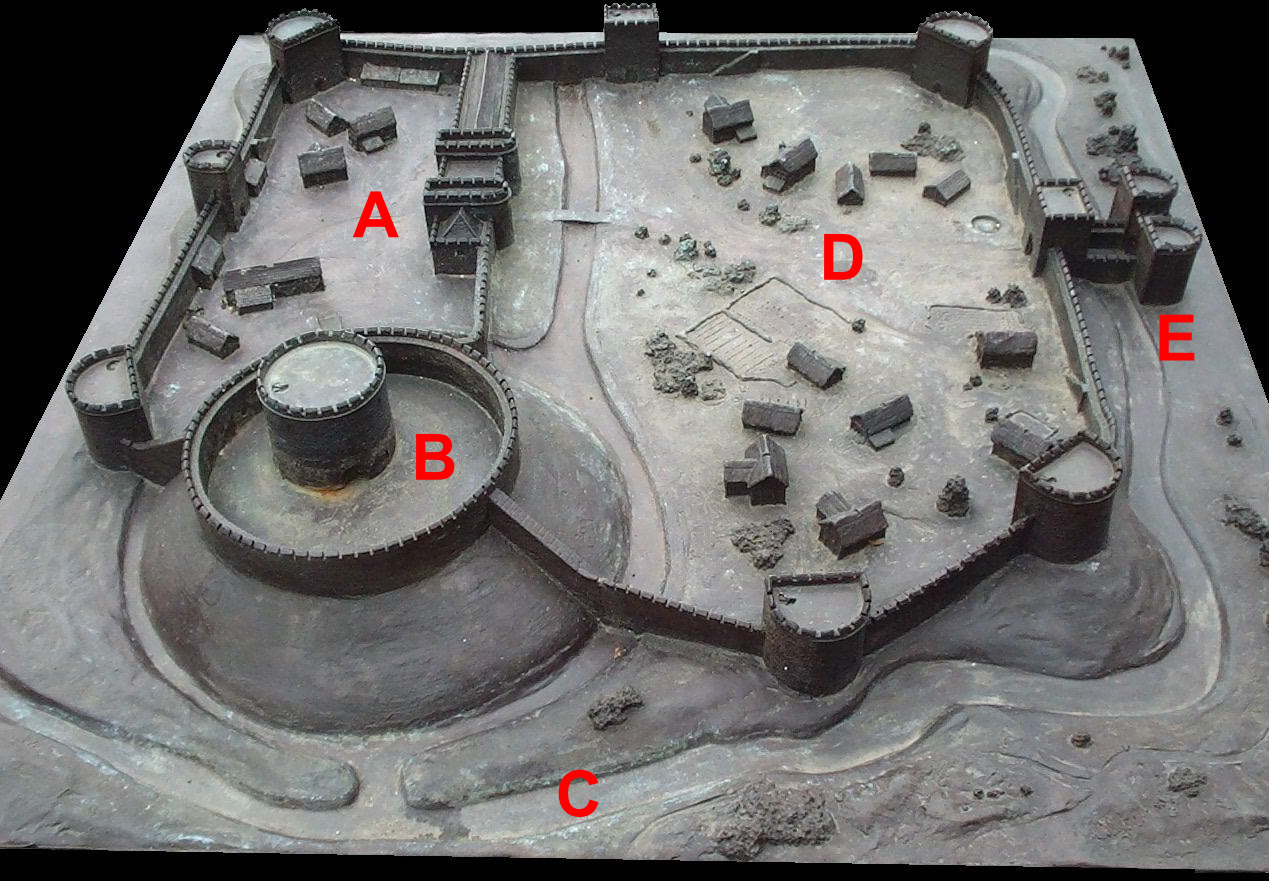
Reconstruction de l'apparence possible du château de Bedford en 1224; A-cour intérieure; B-donjon; C-douves, alimentées par la Great Ouse; D-cour extérieure; E-guérite.

Pendant ce temps, la guerre civile avait éclaté en Angleterre, opposant le roi Étienne à Mathilde l'Emperesse, et aboutissant à une période de troubles connue comme l'anarchie. L'oncle de Mathilde, David Ier d'Écosse, envahit l'Angleterre au cours de l'année 1137 afin d'appuyer les revendications de cette dernière. Bien que Miles de Beauchamp se déclarât en faveur d'Étienne, le roi décida de reprendre le château de Bedford avant de se mettre en route en direction du nord. Étienne forma une armée dans le but d'assiéger le château de Bedford mais Miles, prévenu de cette attaque, en profita pour s'approvisionner considérablement, se préparant ainsi à un long siège. N'étant pas en mesure de prendre le château d'assaut, Étienne laissa des hommes sous le commandement de Hugh, dans l'objectif de contraindre ses occupants à se soumettre en les privant de nourriture, pendant que lui, marchait vers le nord afin de lutter contre l'invasion des Écossais.
Henri de Blois, alors évêque de Winchester, intervint pour tenter de trouver une solution négociée. Henri conclut un accord aux termes duquel, après cinq semaines, le château finit par capituler; la garnison fut autorisée à partir pacifiquement mais le château fut remis au roi. L'accord conclu par Miles et Henri semble cependant avoir laissé les domaines environnants dans les mains de la famille Beauchamp, et en 1141, Miles revint et reprit le château lui-même, bien qu'aucun détail ne soit disponible quant à la façon dont il l'a obtenu.
Miles soutint par la suite l'Impératrice, et en 1146, Ranulph, comte de Chester et temporairement du côté du roi, attaqua et prit la ville de Bedford, mais il fut incapable de prendre le château, qui continua à être contrôlé par Miles jusqu'à sa mort quelques années plus tard. Vers la fin de la guerre, le château de Bedford fut peut-être de nouveau attaqué; Henri II, au cours de la dernière année du conflit en 1153, traversa Bedford avec ses troupes, et des preuves documentaires prouvent que la ville fut endommagée à cette époque. Les historiens sont divisés quant à savoir si le château fut assiégé à ce moment-là.

### Moyen Âge Moyen (1153–1224)

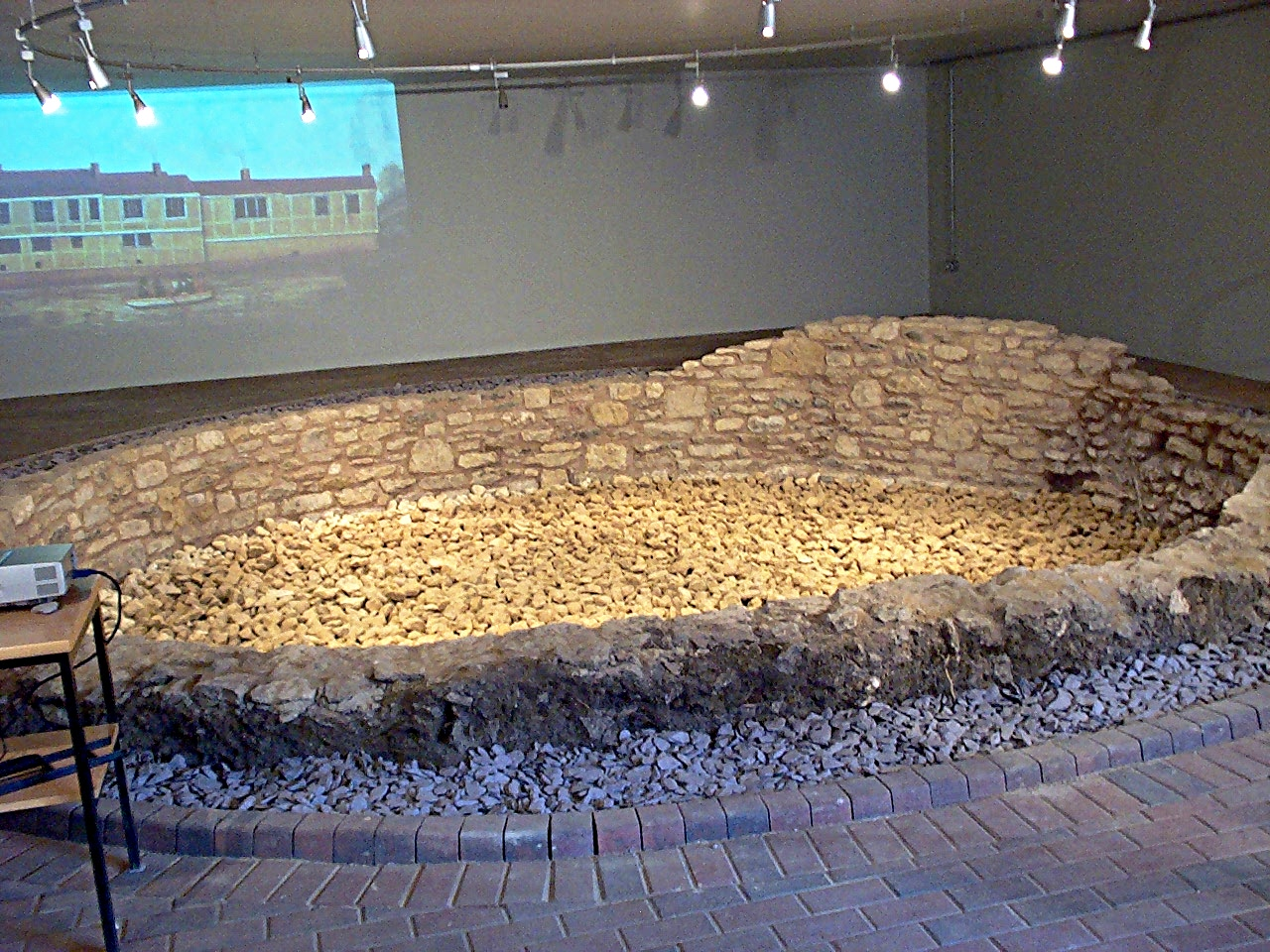
Le four à chaux médiéval, préservé comme partie intégrante du parc archéologique situé au château de Bedford.

Au début de l'année 1215, des tensions se développèrent entre le roi Jean et une faction rebelle de ses barons, elles donnèrent lieu à la Première Guerre des barons. Les barons rebelles tentèrent d'assiéger le château de Northampton ; mais ce fut un échec, ils se tournèrent vers le château de Bedford, mais ce dernier résista à l'attaque, ils se dirigèrent alors vers le sud en direction de Londres. À cette époque, le château de Bedford était tenu par Guillaume de Beauchamp, mais sa loyauté fut remise en question, et il se rebella contre Jean. Falkes de Breauté, un important leader anglo-normand qui était fidèle à Jean, résista et s'empara du château de Bedford pour le rendre à Jean en 1216. En retour, Jean lui accorda la distinction honorifique de Bedford, et d'un point de vue matériel, le château également, mais on ignore s'il donna à Falkes le rôle du châtelain ou la propriété du château elle-même. Alors que la guerre se poursuivait, Falkes prit le contrôle des châteaux de Plympton (de), Christchurch (en) et Carisbrooke, tout en continuant à s'accrocher à celui de Bedford. Après la mort du roi Jean en 1216, la guerre tourna en défaveur des barons rebelles, et la faction royaliste, Falkes y compris, put rétablir son fils, le jeune Henri III, au pouvoir en Angleterre.
Après la guerre, Falkes fit du château de Bedford son siège et il l'agrandit considérablement, aboutissant à ce que David Baker a décrit comme une «refortification majeure». Falkes détruisit les églises environnantes de Saint-Paul et Saint-Cuthbert afin de créer de l'espace pour un nouveau mur d'enceinte, réutilisant la pierre pour le château. La forme exacte de ce dernier après cette expansion demeure incertaine. Le château semble avoir été quadrangulaire, son côté ouest longeant le bout de la rue moderne appelée High Street, et son côté nord longeant les routes modernes de Ram Yard et Castle Lane. Le château avait une nouvelle barbacane; une cour intérieure et extérieure, la première étant située dans le coin sud-est, protégée par un fossé interne et une palissade bordée de pierres; d'autres fossés bordés de pierres se trouvaient autour du château; et un nouveau donjon fut construit sur la motte. Brown pensait qu'il s'agissait probablement d'un donjon de forme arrondie, doté d'une tour, semblable à ceux construits aux châteaux de Launceston ou de Bungay. Les palissades et les fossés bordés de pierres construits à Bedford étaient très rares en Angleterre - c'est au château de Skenfrith qu'on peut voir leurs plus proches équivalents. Le château possédait une écluse sous forme de poterne tournée vers la rivière, et un grand manoir situé au milieu de la cour intérieure, mesurant au moins 13 × 40 m. Il y avait peut-être une grande guérite en pierre placée sur la paroi de la cour extérieure. Sur un monticule dans l'angle nord-est du château se trouvait probablement une grande tour.

### Siège de 1224

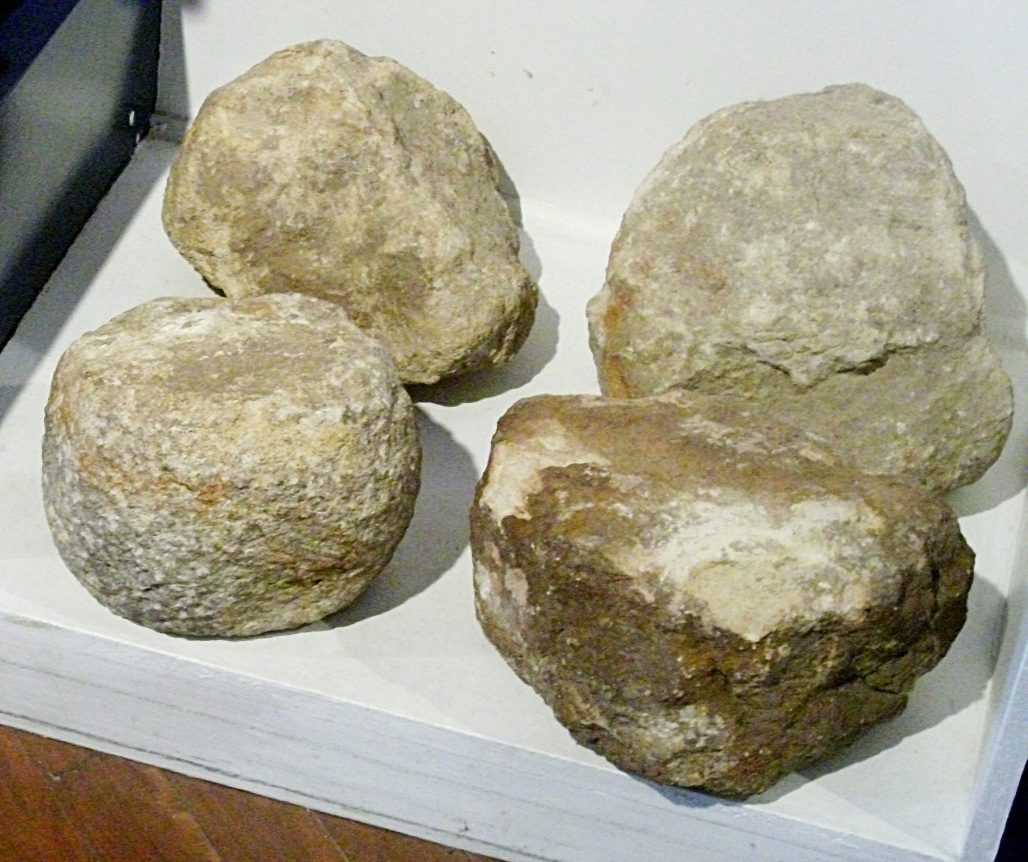
Projectiles de Mangonneau, découverts au château dans les années 1970 et datant probablement du siège de 1224.

Henri III prit la décision de restituer le château de Bedford à son propriétaire initial, Guillaume de Beauchamp, et sa frustration augmenta devant le refus de Falkes de se soumettre à sa volonté; la situation devint critique lorsque les châtelains de Falkes emprisonnèrent Henri de Braybrooke (en), un juge royal traitant des affaires de droit contre Falkes. Lorsque Falkes refusa de libérer le juge, Henri mobilisa une armée, soutenu par l'Église représentée par Étienne Langton, archevêque de Canterbury, et progressa jusqu'à Bedford. Falkes avait quitté le château, accompagné d'environ quatre-vingts hommes, sous les ordres de son frère, William de Breauté, qui refusa de le céder au roi. Falkes espérait probablement que si le château résistait assez longtemps, ses efforts pour convaincre le pape Honorius III d'intervenir contre Henri réussiraient. L'archevêque excommunia William et ce fut le début du siège.
Le siège du château de Bedford exigea d'énormes ressources. Afin de le construire, des engins de siège furent apportés de Lincoln, Northampton et de l'Oxfordshire, alors que des charpentiers en construisaient d'autres sur le site, utilisant du bois provenant du Northamptonshire; des cordes de Londres, Cambridge et Southampton; des peaux de Northampton et du suif de Londres. Des manœuvres venant de tout le Bedfordshire et du Northamptonshire, furent rassemblés par les shérifs concernés, ainsi que des mineurs de Hereford et de la forêt de Dean. De courtes flèches pour arbalètes provinrent d'un dépôt du château de Corfe et des provinces; on sait que le roi en commanda 43 000. Des arbres locaux furent abattus, et des pierres furent extraites des carrières afin de fournir des munitions pour les engins de siège. On envoya de Londres des tentes et des pavillons, ainsi que des provisions de nourriture de luxe et du vin pour le roi. Au total, la facture pour le siège revint à 1 311 £; le nombre exact d'hommes constituant la force de l'armée d'Henri demeure incertain, mais il y eut potentiellement entre 1 600 et 2 700 hommes présents à un moment donné. Pour soutenir le siège, Langton demanda à ses évêques de mobiliser un homme tous les 24 hectares (60 acres) de terres qu'ils possédaient et imposa une taxe spéciale sur les biens des églises.

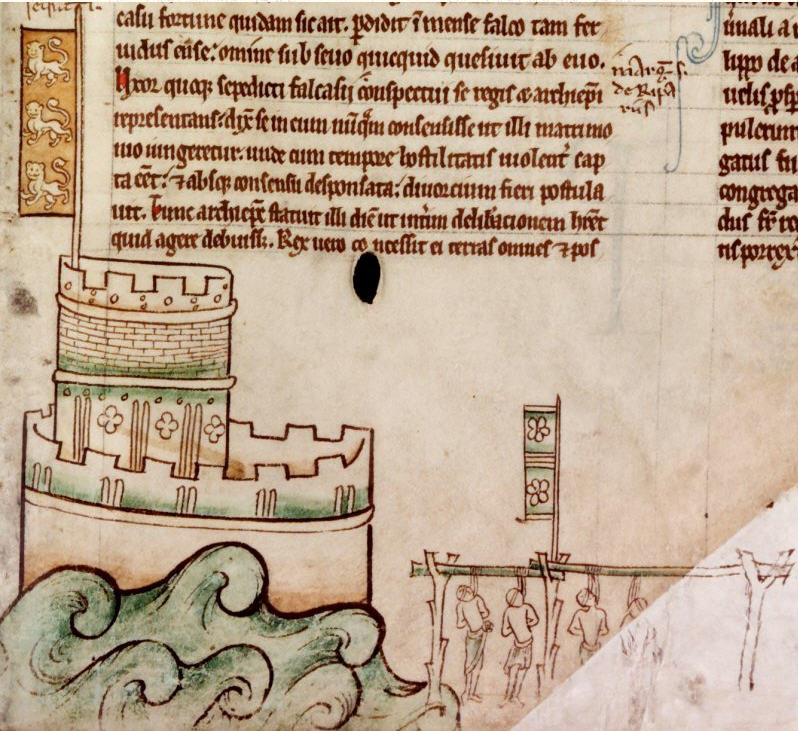
Croquis assez contemporain réalisé par Matthieu Paris, montrant le donjon et la tour du château de Bedford (I) pendant le siège de 1224, et l'exécution de la garnison après sa reddition (r).

Grâce à ces ressources, Henri érigea un certain nombre d'engins de siège autour du château; il fit vraisemblablement installer un trébuchet et deux mangonneaux à l'est du château; il en fit également placer deux sur le côté ouest, afin d'attaquer le donjon, et un autre sur chacun des côtés nord et sud. Deux châteaux de siège furent établis pour observer les occupants du château. Cependant, William était convaincu que soit son frère reviendrait lever le siège, soit que le pape interviendrait, et qu'il résisterait en dépit des attaques de l'artillerie. Les pertes de l'armée royale commencèrent à s’accroître; le chroniqueur Raoul de Coggeshall note que sept chevaliers et plus de 200 soldats et ouvriers furent tués pendant toute la durée du siège.
Le château de Bedford finit par tomber après une séquence de quatre attaques. Les forces royales capturèrent tout d'abord la barbacane, puis prirent d'assaut la cour intérieure, saisissant la majeure partie de l'approvisionnement du château, mais elles subirent des pertes considérables. Des mineurs réussirent ensuite à accéder à la cour intérieure en détruisant une partie du mur. Enfin, le 14 août, les mineurs attaquèrent le donjon lui-même, allumant un feu sous les murs, fissurant la pierre et remplissant le donjon de fumée. Les membres féminins de la famille, l'épouse de Falkes y compris, ainsi que Henri de Braybrooke furent libérés, l'étendard royal fut levé au-dessus de la tour, et le lendemain, William et la garnison se rendirent.
Une discussion sur le sort de la garnison s'ensuivit; des récits contemporains assez récents indiquent que les prisonniers demandèrent de l'aide à l'archevêque, mais elle leur fut refusée. Henri fit alors pendre tous les membres de la garnison de sexe masculin, à l'exception de trois chevaliers qui acceptèrent de rejoindre l'ordre militaire appelé l'ordre du Temple. Trois jours après la chute du château de Bedford, le pape écrivit une lettre dans laquelle il exigeait que Henri cessât sa campagne contre Falkes, mais cette intervention s'était produite beaucoup trop tard pour être utile. Alexander de Stavenby (en), évêque de Coventry, convainquit Falkes de se rendre après la chute du château; il céda les châteaux qu'il lui restait à Plympton et Storgursey et fut absous par Langton, il s'exila peu de temps après. L'historien R. Brown indiqua que le siège du château de Bedford de 1224 fut remarquable dans le fait que la garnison du château réussit à faire face aux "moyens militaires concentrés de tout le royaume" sur une période impressionnante de huit semaines. David Carpenter (en) prétendit que la chute du château de Bedford « achevait le triomphe du gouvernement central » sur les forces jusque-là incontrôlables des barons locaux.

### Histoire récente (XIIIeauXIXesiècle)

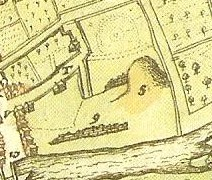
Le château de Bedford d'après une carte de John Speed de 1611, montrant la motte et ce qui reste des murs d'enceinte.

Après le siège, Henri III ordonna le démantèlement du château et les ouvriers comblèrent les fossés et réduisirent de moitié la hauteur des murs de pierre. Guillaume de Beauchamp ne fut pas autorisé à reconstruire le château, il bâtit à la place une maison non fortifiée dans la cour intérieure. Les églises de Saint-Paul et de St Cuthbert furent reconstruites en 1224 avec de la pierre provenant du château. La disponibilité soudaine de cette pierre peu chère conduisit à la réfection de la plupart des rues de la ville de Bedford en 1224. La tradition locale veut que le premier pont de pierre de Bedford, appelé Great Bridge, fut construit avec de la pierre du château. En 1361, le site du château était décrit comme «un terrain vide entouré de vieux murs" et il semble avoir été abandonné pendant la plus grande partie de la période médiévale. L'antiquaire John Leland, visita le site au XVIe siècle, et nota que le château était "maintenant complètement détruit". John Speed, un cartographe du début du XVIIe siècle, produisit une carte de Bedford en 1611, montrant la motte et un fragment du mur d'enceinte toujours debout sur un autre site vacant.
Lors du déclenchement de la Première Révolution anglaise, Bedford se rangea du côté du Parlement; la ville fut temporairement capturée en 1643 par le prince Rupert du Rhin, et le château fut à nouveau fortifié pendant la guerre. Un fort ainsi qu'une prison furent probablement construits sur les vestiges de la motte, défendu par une garnison de cent hommes. Après la guerre, la motte fut utilisée comme boulingrin jusqu'au XIXe siècle. En 1804, la tour située au nord-est du château fut transformée en un bâtiment hexagonal destiné à l'unité de la milice locale. Bedford commença à s'étendre vers l'est à la fin du XIXe siècle et les cours du château devinrent des propriétés prisées pour le logement; en 1851, les dernières parties de la barbacane furent détruites pour faire place à la construction de petites maisons.

### Période moderne (XXeauXXIesiècle)
Aujourd'hui, au château de Bedford, seule la base de la motte existe encore, elle mesure 7,5 × 49 m et fait partie des monuments classés. Des travaux archéologiques ont été menés afin de développer une meilleure compréhension de l'histoire du château, bien que les fouilles soient difficiles en raison de la nature urbaine du site. Entre 1969 et 1972, les fouilles établirent les grandes formes du château; ce qui fut complété par de nouveaux travaux effectués en 1995-1996, et par une autre période de fouilles en 2007. À la suite des recherches de 2007, un parc archéologique fut construit sur une partie du site du château entre 2007 et 2009, formant le centre d'un complexe à usage mixte composé de restaurants et d'appartements. Le parc contenait l'un des fours à chaux du château, redécouverts pour la première fois en 1973, et les bases d'une salle découverte au château.

## Source
- (en) Cet article est partiellement ou en totalité issu de l’article de Wikipédia en anglais intitulé « Bedford Castle » (voir la liste des auteurs).